# Arsinoitherium
Arsinoitherium är ett släkte av paenungulata däggdjur som tillhör den utdöda ordningen Embrithopoda. Arsinoitherierna såg ut som norshörningslika växtätare och levde i norra Afrika för 36 till 30 miljoner år sedan, under sen Eocen och tidig Oligocen i områden med tropisk regnskog och vid kanten av mangroveträsk. En art som beskrivits från Etiopien, A. giganteum, levde dock så sent som för 27 miljoner år sedan.

## Etymologi
Arsinoitherium har fått namnet från drottning Arsinoe I (vars namn användes för Fayyum, där fossilen hittades, i ptolemeisk tid) och grekiska θηρίον (therion), "best". Typartens artnamn, zitteli, hedrar den tyske paleontologen Karl Alfred von Zittel.

## Upptäckt och besläktade fossil
Den bäst kända, och först upptäckta, arten är A. zitteli. En annan art, A. giganteum, vars tänder är betydligt större än de hos A. zitteli upptäcktes i höglandet i Chilga-distriktet, Etiopien år 2003 och levde för 27-28 miljoner år sedan. Medan Fayyum är den enda plats där fullständiga arsinoitheriumskelett påträffats, har andra arsinoitherider hittats i östra medelhavsområdet, som Crivadiatherium från Rumänien, samt Hypsamasia och Palaeoamasia båda från Turkiet.

## Beskrivning

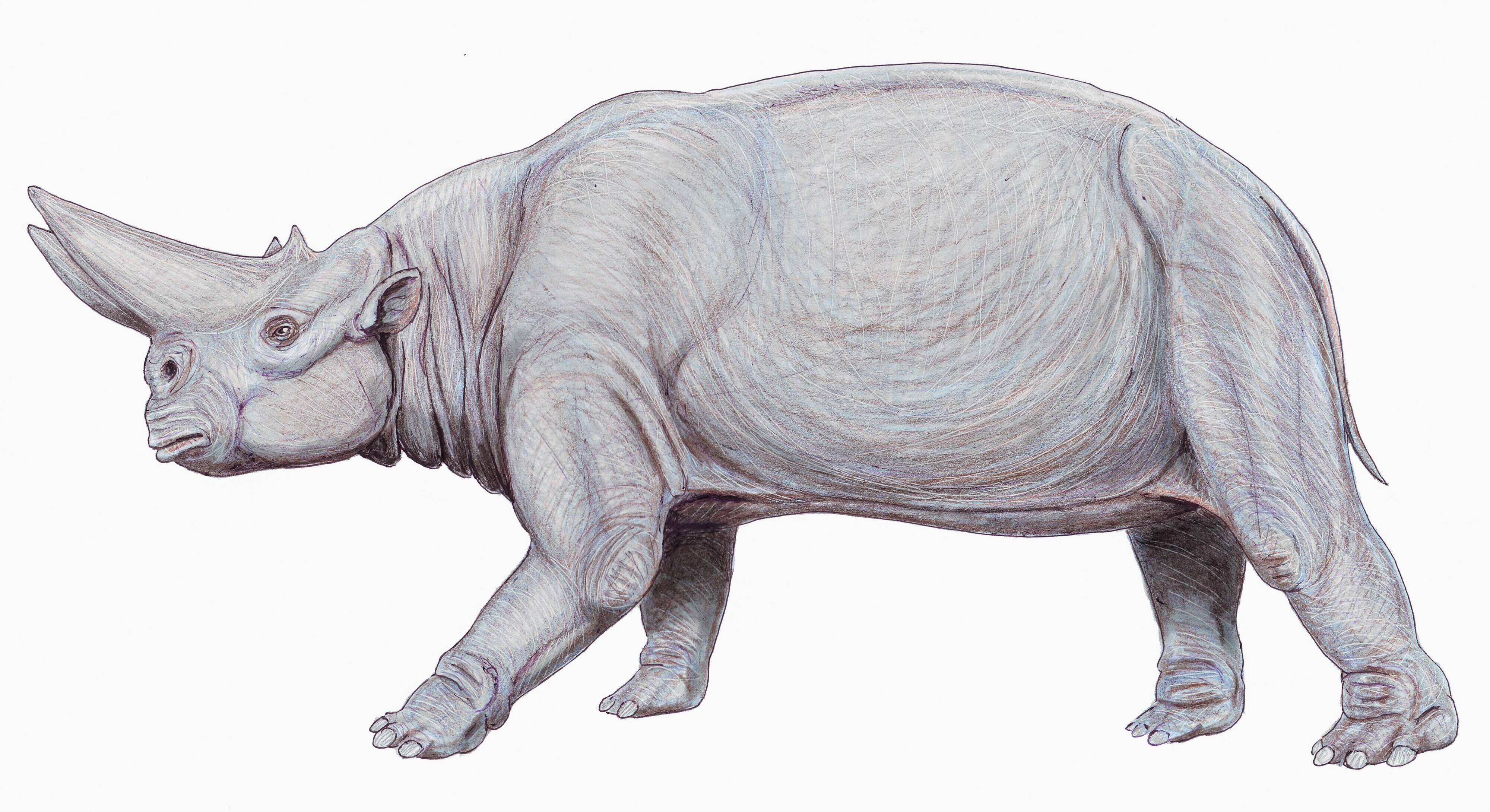
Rekonstruktion av A. zitteli

De bör när de levde ha sett ut ungefär som noshörningar. Vuxna exemplar av A. zitteli hade en mankhöjd på ungefär 1,75 meter och en längd kring tre meter. Det mest framträdande draget hos Arsinoitherium var ett par jättelika horn på nosen och två mindre knölar över ögonen.  Skelettet var robust, benen var pelarlika som hos dagens elefanter och även höftpartiet var elefantliknande. De hade 44 tänder.